# Leposoma hexalepis
Leposoma hexalepis là một loài thằn lằn trong họ Gymnophthalmidae. Loài này được Ayala & Harris mô tả khoa học đầu tiên năm 1982.